# Antonio de Guill y Gonzaga
Antonio de Guill y Gonzaga (* 1715; † 24. August 1768 in Santiago de Chile) war ein spanischer Offizier und Kolonialverwalter, der als Gouverneur von Panama und Chile amtierte.

## Leben
Guill entstammte einer italienischen Adelsfamilie und machte zunächst eine Karriere in der Armee und erreichte den Rang eines Obersten der Infanterie in Guadalajara. Von 1758 bis 1761 regierte er als Gouverneur von Panamá.
Vom 3. Oktober 1762 bis zum 17. Januar 1768 amtierte er im Range eines Brigadiers als Gouverneur von Chile. Zu Beginn seiner Amtszeit befand sich Spanien im Krieg mit England, und Guill machte sich daran, den Hafen von Valparaíso zu befestigen. 1763 meldete er dem König die Erschließung von Schwefel-Minen bei Coquimbo.
1764 berief Guill das Parlament von Nacimiento mit den Mapuche, die er in den Städten ansiedeln wollte. Dies führte zum fortdauernden Aufruhr unter der indigenen Bevölkerung, der erst 1774 unter seinem Nachfolger Agustín de Jáuregui beigelegt wurde.
Talcahuano wurde unter seiner Regierung zum offiziellen Hafen ausgebaut. Außerdem ließ er ab 1765 neue Siedlungen errichten, darunter Rere, Yumbel und Tucapel el Nuevo; auf Chiloé ließ er die Siedlungen San Carlos de Chonchi (1767) und San Carlos de Ancud (1768) gründen.
Ebenfalls während seiner Amtszeit wurden die ersten Impfungen gegen Pocken unternommen.
Bemerkenswerterweise findet sich in den Archiven kein einziger Brief von ihm zur die Vertreibung der Jesuiten, die unter seine Amtszeit fiel (Aufhebung des Jesuitenordens). König Karl III. hatte die Vertreibung im Februar 1767 verfügt. In Chile hatte sie vor allem Konsequenzen im Bildungswesen: Das jesuitische Convictorio Francisco Javier wurde aufgelöst. Die Auflösung der Jesuiteneinrichtungen erfolgte am 26. August 1767 und löste eine schwere Krise beim tiefreligiösen Guill aus, die zu seiner Abdankung im Januar 1768 führte. Wenige Monate später starb er.